# Elfenbenskustens president
Elfenbenskustens president, formellt Republiken Elfenbenskustens president (franska: Président de la République de Côte d'Ivoire), är landets statschefsämbete som inrättades 1960 i samband med landets självständighet från tidigare kolonialmakten Frankrike.

## Lista över Elfenbenskustens presidenter
| Ämbetstid                          | Titel                                                                     | Tillhörande parti | Noteringar |
| ---------------------------------- | ------------------------------------------------------------------------- | ----------------- | --- |
| Republiken Elfenbenskusten         |                                                                           |                   | |
| 7 augusti 1960 - 3 November 1960   | Félix Houphouët-Boigny, Statschef                                         | PDCI              | |
| 3 november 1960 - 1985             | Félix Houphouët-Boigny, President                                         | PDCI              | |
| Republiken Côte d'Ivoire           |                                                                           |                   | |
| 1985 - 7 december 1993             | Félix Houphouët-Boigny, President                                         | PDCI              | Dog i ämbetet |
| 7 december 1993 - 24 december 1999 | Aimé Henri Konan Bédié, President                                         | PDCI              | Avsatt i en kupp 1999                                                                                               |
| 24 december 1999 - 4 januari 2000  | Robert Guéï, Ordförande för den nationella offentliga Salvation kommittén | Mil               | |
| 4 januari 2000 - 26 oktober 2000   | Robert Guéï, President                                                    | Mil               | |
| 26 oktober 2000 - 11 april 2011    | Laurent Gbagbo, President                                                 | FPI               | Vägrade först avgå. Greps den 11 april 2011.                                                                        |
| 4 december 2010 - innehar ämbetet  | Alassane Ouattara, President                                              | RDR               | Omstridd President i motstånd fram tills 11 april 2011 innan de förre presidenten greps. Full president sedan dess. |